# NGC 1657
NGC 1657 is een balkspiraalstelsel in het sterrenbeeld Eridanus. Het hemelobject werd op 21 december 1881 ontdekt door de Franse astronoom Édouard Jean-Marie Stephan.

## Synoniemen
- PGC 15958
- UGC 3156
- MCG 0-13-4
- ZWG 394.5